# Dagami
Dagami is een gemeente in de Filipijnse provincie Leyte op het eiland Leyte. Bij de laatste census in 2007 had de gemeente ruim 30 duizend inwoners.

## Geografie

### Bestuurlijke indeling
Dagami is onderverdeeld in de volgende 65 barangays:
| - Abaca - Abre - Balilit - Balugo - Banayon - Bayabas - Bolirao - Buenavista - Buntay - Caanislagan - Cabariwan - Cabuloran - Cabunga-an - Calipayan - Calsadahay - Caluctogan - Calutan | - Camono-an - Candagara - Canlingga - Cansamada East - Cansamada West - Capulhan - Digahongan - Guinarona - Hiabangan - Hilabago - Hinabuyan - Hinologan - Hitumnog - Katipunan - Lapu-lapu Pob. - Lobe-lobe | - Lobe-lobe East - Los Martires - Lusad Pob. - Macaalang - Maliwaliw - Maragondong - Ormocay - Palacio - Panda - Paraiso - Patoc - Plaridel - Poponton - Rizal - Salvacion - Sampaguita | - Sampao East Pob. - Sampao West Pob. - San Antonio Pob. - San Benito - San Jose Pob. - San Roque Pob. - Santo Domingo - Sawahon - Sirab - Sta. Mesa Pob. - Tagkip - Talinhugon - Tin-ao - Tunga Pob. - Tuya - Victoria |

## Demografie
Dagami had bij de census van 2007 een inwoneraantal van 30.451 mensen. Dit zijn 1.211 mensen (4,1%) meer dan bij de vorige census van 2000. De gemiddelde jaarlijkse groei komt daarmee uit op 0,56%, hetgeen lager is dan het landelijk jaarlijks gemiddelde over deze periode (2,04%). Vergeleken met de census van 1995 is het aantal mensen met 3.412 (12,6%) toegenomen.

De bevolkingsdichtheid van Dagami was ten tijde van de laatste census, met 30.451 inwoners op 161,65 km², 188,4 mensen per km².